# 更乐镇
更乐镇，是中华人民共和国河北省邯郸市涉县下辖的一个乡镇级行政单位。

## 行政区划
更乐镇下辖以下地区：
又上村、上巷村、东巷村、南池村、下池村、池西村、红街村、三合村、张家庄一街村、张家庄二街村、张家庄三街村、张家庄四街村、张家庄五街村、满市口村、南漫驼村、西寂寥村、大洼村、江家村、前何村、后何村、江新村和东石村。